# جاريك هاجون
جاريك هاجون (بالإنجليزية: Garrick Hagon)‏ هو ممثل بريطاني، ولد في 27 سبتمبر 1939 بلندن في المملكة المتحدة.

## أعمال

### أفلام
- (1977) الجاسوس الذي أحبني[3]
- (1977) حرب النجوم[4]
- (1989) باتمان[5][6][7]
- (1996) مهمة مستحيلة[8]
- (2001) لعبة تجسس[9][10]
- (2005) السترة
- (2005) تشارلي ومصنع الشوكولاتة[11]
- (2007) الحياة الوردية[12]

### مسلسلات
- التاج

## وصلات خارجية
- جاريك هاجون على موقع IMDb (الإنجليزية)
- جاريك هاجون على موقع قاعدة بيانات الأفلام العربية
- جاريك هاجون على موقع ألو سيني (الفرنسية)
- جاريك هاجون على موقع ميوزك برينز (الإنجليزية)
- جاريك هاجون على موقع أول موفي (الإنجليزية)
- جاريك هاجون على موقع قاعدة بيانات الأفلام السويدية (السويدية)
- جاريك هاجون على موقع إن إن دي بي (الإنجليزية)
- جاريك هاجون على موقع ديسكوغز (الإنجليزية)
- جاريك هاجون على موقع قاعدة بيانات الفيلم (الإنجليزية)
- جاريك هاجون على موقع كينوبويسك (الروسية)